# Vulkane der Leizhou-Halbinsel

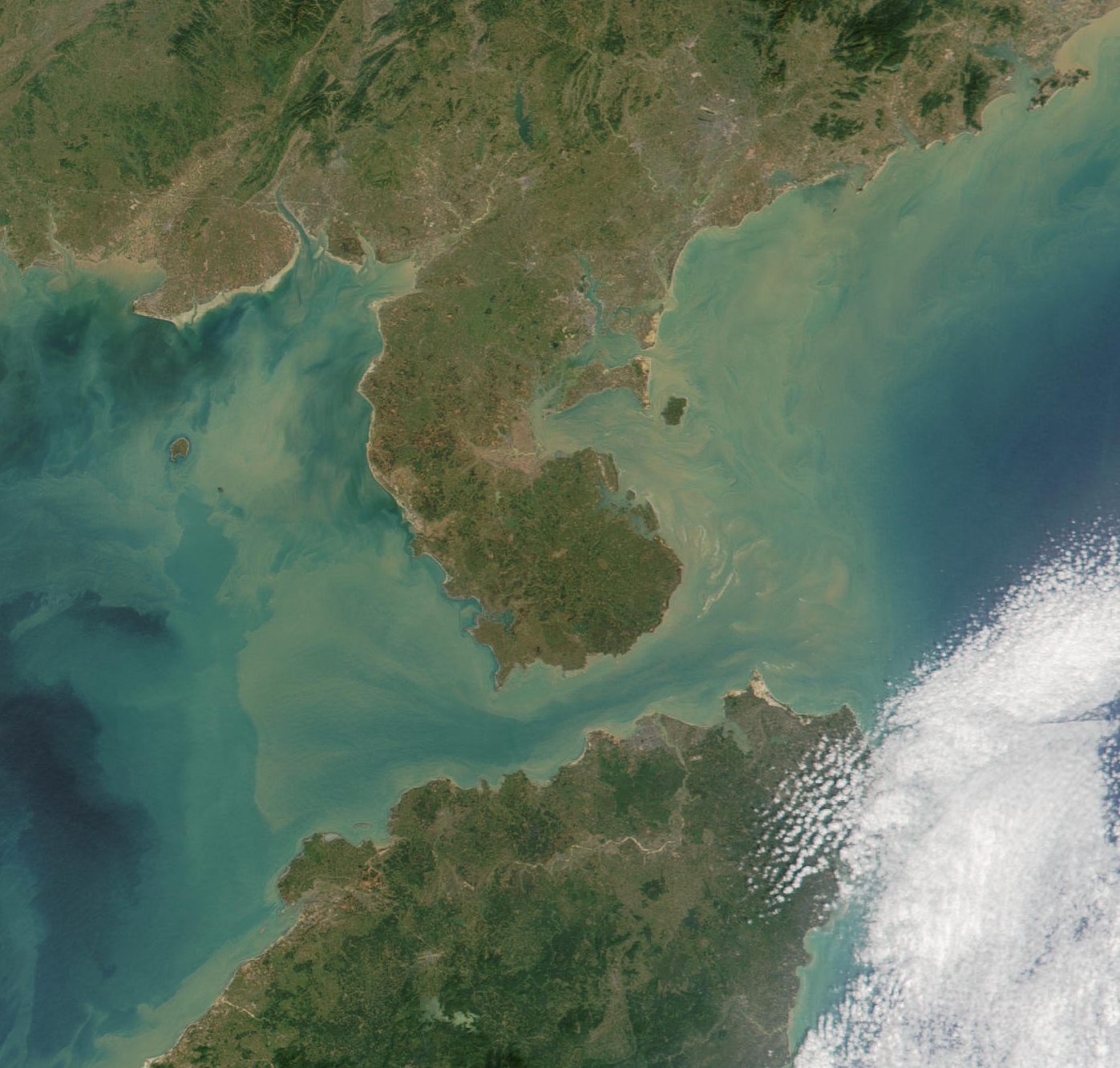
Leizhou-Halbinsel (Leizhou Bandao) vor Hainan

Die Vulkane der Leizhou-Halbinsel liegen auf oder neben der Leizhou-Halbinsel (chinesisch 雷州半岛, Pinyin Léizhōu Bàndǎo) und benachbarten Inseln im südwestlichsten Teil der chinesischen Provinz Guangdong im Süden Chinas. Auf der Halbinsel befinden sich 76 Vulkane, die größtenteils erloschen sind. Im Süden hinter der 30 km breiten Hainanstraße (Qiongzhou Haixia) auf der Inselprovinz Hainan wird die Zone durch die Vulkane von Qiongshan, wie dem Ma’anling-Vulkan, fortgesetzt.
Nach Form und Verbreitung des Vulkanits wird zwischen der Nord-Leizhou-Halbinsel-Vulkangruppe (雷北火山群,  Leibei huoshanqun), der Süd-Leizhou-Halbinsel-Vulkangruppe (雷南火山群,  Leinan huoshanqun) und Vulkaninseln (火山(岩)岛屿,  Huoshan(yan) daoyu) unterschieden:

## Nord-Leizhou-Halbinsel-Vulkangruppe
Ostteil des Kreises Suixi 遂溪县, Stadt Zhanjiang: Huguang 湖光 und Dongpoling 东坡岭 sowie am Nordufer des Anpu-Hafens 安铺港 (zu Lianjiang 廉江市). Die höchsten Kegel haben Bijialing 笔架岭 und Jiaoyiling 交椅岭 (165,3 m ü. d. M.). Typische Krater sind Huguanyan 湖光岩, Luogangling 螺岗岭 und Jiaoyiling 交椅岭.

## Süd-Leizhou-Halbinsel-Vulkangruppe
Stadt Leizhou, Kreis Xuwen. Shililing 仕礼岭 (226 m), Shimaoling 石茆岭 (259 m), Yingfengling 鹰峰岭 (239 m), Jiashanling 嘉山岭 (182 m), Fangshenling 房参岭, Huoshankou yizhi 火山口遗址. Typische Krater sind Qingtongyang 青桐洋 Tianyang 田洋, Jiudouyang 九斗洋 im Gebirge Yingfeng Ling 鹰峰岭.

## Vulkaninseln
Auf der Insel Donghai Dao 东海岛 der Vulkan Longshui Ling 龙水岭 und Insel Naozhou Dao 硇洲岛, die Insel Weizhou Dao 涠洲岛 (zu Guangxi) und die Insel Xieyang Dao 斜阳岛.